# Katarzyna Nosowska

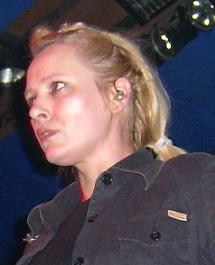
Katarzyna Nosowska bei einem Konzert in Lublin

Katarzyna „Kasia“ Nosowska (* 30. August 1971 in Stettin) ist eine polnische Sängerin, Mitglied der Band Hey, Autorin sowie Feuilletonistin für diverse Monatszeitschriften (u. a. Filipinka).

## Leben
Katarzyna Nosowska wurde in Stettin (polnisch: Szczecin) geboren, wo sie auch die Schule besuchte. Im technikum odzieżowe in Stettin sang sie im Chor und hatte damit den ersten engeren Kontakt mit Musik. Weitere Bands waren 1987 Szklane Pomarańcze (gläserne Orangen) und danach Włochaty Odkurzacz (behaarter Staubsauger), Kafel, Dum dum, No Way Out und Vivid. 1992 gründete sie zusammen mit Piotr Banach, Marcin Żabiełowicz, Robert Ligiewicz und Marcin Macuk die Band Hey. Mit dieser Band feierte Kasia Nosowska in den folgenden Jahren eine Reihe musikalischer Erfolge. Am 22. Mai 1996 wurde ihr Sohn Mikołaj geboren. Für ihre musikalischen Erfolge wurde sie mehrfach mit dem Fryderyk (21 Mal), dem wichtigsten polnischen Musikpreis, ausgezeichnet.

## Diskografie

### Alben als Mitglied der BandHey
- 1993: Fire (PL: Platin)[2]
- 1994: Ho! (PL: Platin)
- 1994: Live! (PL: Platin)
- 1994: Live – Special edition not for sale
- 1995: Heledore (Minialbum)
- 1995: ? (PL: Platin)
- 1995: ? (englische Version)
- 1997: Karma (PL: Gold)
- 1999: Hey
- 2003: Koncertowy
- 2003: Music Music
- 2004: Przystanek Woodstock 2004 (DVD)
- 2005: Echosystem (PL: Platin)
- 2006: Echosystem DVD
- 2007: MTV Unplugged CD+DVD (PL: Platin)
- 2009: Miłość! Uwaga! Ratunku! Pomocy!
- 2012: Do Rycerzy, do Szlachty, do Mieszczan
- 2016: Błysk

### Soloalben
- 1996: Puk Puk (PL: Gold)
- 1998: Milena
- 2000: Sushi

| Jahr | Titel                                                   | Höchstplatzierung, Gesamtwochen, AuszeichnungChartsChartplatzierungen (Jahr, Titel, Platzierungen, Wochen, Auszeichnungen, Anmerkungen) | Anmerkungen                                              |
| Jahr | Titel                                                   | PL | Anmerkungen                                              |
| ---- | ------------------------------------------------------- | --- | -------------------------------------------------------- |
| 2007 | UniSexBlues                                             | PL1 Gold · (17 Wo.)PL | Erstveröffentlichung: 27. Mai 2007                       |
| 2008 | Osiecka                                                 | PL1 ×2Doppelplatin · (50 Wo.)PL | Erstveröffentlichung: 28. November 2008                  |
| 2011 | 8                                                       | PL1 Platin · (15 Wo.)PL | Erstveröffentlichung: 23. September 2011                 |
| 2018 | Basta                                                   | PL1 Platin · (21 Wo.)PL | Erstveröffentlichung: 12. Oktober 2018                   |
| 2019 | Poeci polskiej piosenki: Jeśli wiesz co chcę powiedzieć | PL1 Gold · (22 Wo.)PL | Erstveröffentlichung: 22. März 2019                      |
| 2024 | Kasia i Błażej                                          | PL2 (… Wo.)PL | Erstveröffentlichung: 20. September 2024 mit Błażej Król |

### Singles (mit Auszeichnungen)
- 2019: Tramwaje i gwiazdy (Miuosh feat. Katarzyna Nosowska, PL: Gold)